# The Wanderer (film 1913 Biograph)
The Wanderer è un cortometraggio muto del 1913 scritto e diretto da David W. Griffith. Fu girato in California, a San Fernando. Prodotto dalla Biograph Company, venne distribuito nelle sale USA il 3 maggio 1913 dalla General Film Company.
Il mese precedente era uscito un film dallo stesso titolo della Independent Moving Pictures Co. of America (IMP) che aveva come protagonista King Baggot.

## Produzione
Il film fu prodotto dalla Biograph Company e venne girato a San Fernando in California, nel 1913.

## Distribuzione
Distribuito dalla General Film Company, il film - un cortometraggio in una bobina - fu presentato nelle sale cinematografiche statunitensi il 3 maggio 1913. Ne venne fatta una riedizione che uscì sul mercato americano il 3 settembre 1915.